# قائمة كنائس دمشق
قائمة كنائس دمشق، تشير إلى الكنائس الموجودة في مدينة دمشق، ويقدر عددها 44 كنيسة. القائمة لا تشير إلى كنائس الريف القريبة، خصوصًا جرمانا التي تحوي عددًا وافرًا من الكنائس، رغم أنها تعتبر من دمشق الكبرى إلا أنها لا تعتبر ضمن التقسيمات الإدارية في دمشق.

## القائمة
| - كنيسة القديس حنانيا، باب شرقي. - كنيسة الناصري الإنجيلية، باب توما. - كنيسة القديس أنطونيوس، باب توما. - كنيسة اهتداء القديس بولس،باب توما. - الدير الكبير للاباء الفرنسيسكان،باب توما. - كنيسة سلطانة العالم، باب توما. - كنيسة الحبل بلا دنس، باب توما. - كنيسة الإنجيلية الوطنية، باب توما. - كنيسة القديسة تيريزا، باب توما. - كنيسة القديس منصور دي بول، باب توما. - دير الاباء العازاريين، باب توما. - كنيسة القديس جرجس، باب توما. - مصلى القديس جرجس، باب شرقي. - كنيسة القديس بولس (القديس موسى الحبشي سابقاً)، باب شرقي. | - كنيسة القديس يوحنا الدمشقي، باب توما. - الكنيسة المريمية، باب توما. - كنيسة القديس سركيس، باب شرقي. - كنيسة الزيتون، باب شرقي. - كنيسة القديس بولس، باب كيسان. - كنيسة القديس ميخائيل، التجارة. - كنيسة سيدة دمشق، القصّاع (ساحة العباسيين). | * الكنيسة المعمدانية، القصور. - كنيسة يسوع نور العالم، القصور. - كنيسة السيدة العذراء، القصور. - كنيسة سيدة فاطمة، القصور. - كنيسة القديس كيرلس، القصاع. - كنيسة الصليب المقدس، القصاع. - كنيسة القديس جاورجيوس، التجارة. - كنيسة القديس ديميتريوس، أبو رمانة . - كنيسة القديس أنطونيوس البدواني، الصالحية. - كنيسة القديس يوحنا الدمشقي، أبو رمانة . - كنيسة القديس يوحنا بوسكو، الصالحية. - دير الآباء السالزيان، الصالحية. | * دير الأباء الفرنسيسكان، الصالحية. - مصلى القديس يوسف، المهاجرين. - كنيسة الروس، المالكي. - كنيسة القديسين بطرس و بولس، مشروع دمّر. - كنيسة القديس نيقولاوس، المزة. - كنيسة القديس حنانيا، الميدان. - كنيسة سيّدة النياح، الميدان. - كنيسة القديس جاورجيوس، باب مصلى. - كنيسة النبي إلياس، الطبّالة. - كنيسة القديس يوسف، الطبّالة. - كنيسة مقام القديس بولس الرسول، الطبّالة. |

## الكنائس الأرثوذكسية الشرقية
| الاسم                      | سنة الافتتاح | صورة | مكرسة ل | ملخص | الموقع          |
| -------------------------- | ------------ | ---- | ------- | ---- | --------------- |
| الكاتدرائية المريمية       |              |      |         |      | الشارع المستقيم |
| كنيسة القديس يوحنا الدمشقي |              |      |         |      | باب توما        |
| كنيسة القديس حنانيا        |              |      |         |      | الميدان         |
| كنيسة الصليب المقدس        |              |      |         |      | القصاع          |
| كنيسة القديس نيقولاوس      |              |      |         |      | المزة           |
| كنيسة القديس ميخائيل       |              |      |         |      | التجارة         |
| كنيسة القديس جاورجيوس      |              |      |         |      | التجارة         |
| كنيسة النبي إلياس          |              |      |         |      | الطبّالة         |
| كنيسة القديس ديميتريوس     |              |      |         |      | أبو رمانة       |
| كنيسة الروس                |              |      |         |      | المالكي         |

## الكنائس الأرثوذكسية المشرقية
| الاسم                 | سنة الافتتاح | صورة | مكرسة ل | ملخص | الموقع   |
| --------------------- | ------------ | ---- | ------- | ---- | -------- |
| كاتدرائية القديس جرجس |              |      |         |      | باب توما |
| كنيسة السيدة العذراء  |              |      |         |      | التجارة  |
| مصلى القديس جرجس      |              |      |         |      | باب شرقي |

| الاسم                  | سنة الافتتاح | صورة | مكرسة ل | ملخص | الموقع   |
| ---------------------- | ------------ | ---- | ------- | ---- | -------- |
| كاتدرائية القديس سركيس |              |      |         |      | باب شرقي |

## الكنائس الكاثوليكية
| الاسم                      | سنة الافتتاح | صورة | مكرسة ل | ملخص | الموقع    |
| -------------------------- | ------------ | ---- | ------- | ---- | --------- |
| كاتدرائية سيدة النياح      |              |      |         |      | باب شرقي  |
| كنيسة القديس جاورجيوس      |              |      |         |      | باب مصلى  |
| كنيسة سيدة النياح          |              |      |         |      | الميدان   |
| مصلى القديس يوسف           |              |      |         |      | المهاجرين |
| كنيسة القديس بولس          |              |      |         |      | باب كيسان |
| كنيسة القديس كيرلس         |              |      |         |      | القصاع    |
| كنيسة القديس يوحنا الدمشقي |              |      |         |      | أبو رمانة |
| كنيسة القديس يوسف          |              |      |         |      | الطبّالة   |
| كنيسة سيدة دمشق            |              |      |         |      | القصور    |

| الاسم                                            | سنة الافتتاح | صورة | مكرسة ل | ملخص | الموقع                    |
| ------------------------------------------------ | ------------ | ---- | ------- | ---- | ------------------------- |
| كاتدرائية القديس بولس (القديس موسى الحبشي سابقا) |              |      |         |      | الشارع المستقيم، باب شرقي |
| كنيسة سيدة فاطمة                                 |              |      |         |      | القصور                    |

| الاسم                     | سنة الافتتاح | صورة | مكرسة ل | ملخص | الموقع   |
| ------------------------- | ------------ | ---- | ------- | ---- | -------- |
| كاتدرائية القديس انطونيوس |              |      |         |      | باب توما |

| الاسم                   | سنة الافتتاح | صورة | مكرسة ل | ملخص | الموقع   |
| ----------------------- | ------------ | ---- | ------- | ---- | -------- |
| كاتدرائية سلطانة العالم |              |      |         |      | باب توما |
| كنيسة الحبل بلا دنس     |              |      |         |      | باب توما |

| الاسم                | سنة الافتتاح | صورة | مكرسة ل | ملخص | الموقع   |
| -------------------- | ------------ | ---- | ------- | ---- | -------- |
| كنيسة القديسة تيريزا |              |      |         |      | باب توما |

| الاسم                           | سنة الافتتاح | صورة | مكرسة ل | ملخص | الموقع   |
| ------------------------------- | ------------ | ---- | ------- | ---- | -------- |
| كنيسة القديس حنانيا             |              |      |         |      | باب شرقي |
| كنيسة اهتداء القديس بولس        |              |      |         |      | باب توما |
| الدير الكبير للاباء الفرنسيسكان |              |      |         |      | باب توما |
| كنيسة مقام القديس بولس          |              |      |         |      | الطبّالة  |
| كنيسة القديس انطونيوس البادواني |              |      |         |      | الصالحية |
| دير الاباء الفرنسسيكان          |              |      |         |      | الصالحية |
| كنيسة القديس يوحنا بوسكو        |              |      |         |      | الصالحية |
| دير الأباء السالزيان            |              |      |         |      | الصالحية |
| كنيسة القديس منصور دي بول       |              |      |         |      | باب توما |
| دير الأباء العازاريين           |              |      |         |      | باب توما |

## الكنائس البروتستانتية
| الاسم                                   | سنة الافتتاح | صورة | مكرسة ل | ملخص | الموقع   |
| --------------------------------------- | ------------ | ---- | ------- | ---- | -------- |
| الكنيسة الإنجيلية الوطنية               |              |      |         |      | باب توما |
| كنيسة الإتحاد الإنجيلية يسوع نور العالم |              |      |         |      | القصور   |
| الكنيسة المعمدانية                      |              |      |         |      | القصور   |

| الاسم                   | سنة الافتتاح | صورة | مكرسة ل | ملخص | الموقع   |
| ----------------------- | ------------ | ---- | ------- | ---- | -------- |
| كنيسة الناصري الإنجيلية |              |      |         |      | باب توما |

## الكنائس المشتركة
| الاسم                     | سنة الافتتاح | صورة | مكرسة ل | ملخص | الموقع    |
| ------------------------- | ------------ | ---- | ------- | ---- | --------- |
| كنيسة القديسين بطرس وبولس |              |      |         |      | مشروع دمر |